# Anglo-Norman Text Society
 (octobre 2018).
Si vous disposez d'ouvrages ou d'articles de référence ou si vous connaissez des sites web de qualité traitant du thème abordé ici, merci de compléter l'article en donnant les références utiles à sa vérifiabilité et en les liant à la section « Notes et références ».
L'Anglo-Norman Text Society (Société pour les textes anglo-normands) est une société savante dont le but fondateur était de promouvoir l'étude de la langue et de la littérature anglo-normande. Elle facilite la préparation des éditions critiques des textes qui portent un intérêt littéraire, linguistique, historique ou légal. Quoique située au Royaume-Uni, la Société compte néanmoins des membres individuels et institutionnels provenant du monde entier.

## Publications

### Série annuelle («Annual Texts Series»)
Cette série visait la production d'une édition critique par an (ou une volum d'une édition à plusieurs fascicules) ; la Société a globalement maintenu ce rythme depuis sa fondation, même si des circonstances inattendues ont parfois mené à de légers retards ou des sauts. Parmi les responsables d'édition, la série compte plusieurs des meilleurs spécialistes en anglo-normand, y compris Mildred Pope, M. Dominica Legge, Alexander Bell, Ronald C. Johnson, Anthony J. Holden, Brian Merrilees, Ian Short, Tony Hunt, et Delbert Russell.

### Série à textes simples («Plain Text Series»)
L'année 1983 a vu l'apparition de deux séries supplémentaires, dont la première était la « Plain Text Series ». Cette première série sert à mettre à la disposition des chercheurs un texte critique d'un œuvre plutôt courte, mais sans viser la présentation ou les notes plus rigoureuses qui caractérisent la « Annual Texts Series ».

### Série de publications occasionnelles
La deuxième série était la « Occasional Publications Series » ; comme l'indique son nom, cette série réunit les publications qui ne figureraient pas dans les autres séries. Le premier titre de la série était une collection de contributions préparées à la mémoire de l'ancien Président, T. B. W. Reid. On compte également dans la série le catalogue de Ruth Dean, Anglo-Norman Literature: A Guide to Texts and Manuscripts (1999), qui constitue une refonte du travail de Johan Vising, ainsi que le Manual of Anglo-Norman de Ian Short, qui développe l'étude menée par Mildred Pope, From Latin to Modern French, with Especial Consideration of Anglo-Norman (1934). Dans le cadre de cette série, on note aussi l'édition de l'Histoire de Guillaume le Maréchal préparée par Holden, Gregory et Crouch, qui raconte la vie et les aventures du célèbre Guillaume le Maréchal.